# Błońsko
Błońsko – wieś w Polsce położona w województwie wielkopolskim, w powiecie grodziskim, w gminie Rakoniewice.
Wieś leży na skraju kompleksu leśnego, przy drodze wojewódzkiej nr 305.
W latach 1954–1961 wieś należała i była siedzibą władz gromady Błońsko, po jej zniesieniu w gromadzie Jabłonna. W latach 1975–1998 miejscowość administracyjnie należała do województwa poznańskiego.
We wsi funkcjonuje osiedle socjalne Dom Pomocna Dłoń. Począwszy od 2006 wzniesiono budynek mieszkalny złożony z 5 mieszkań dwupokojowych i 6 kawalerek wraz z kotłownią. Działa tu też schronisko dla osób bezdomnych z usługami opiekuńczymi.